# Ардатов (Мордовия)
Ардатов (на руски: Ардатов; на ерзянски: Орданьбуе) е град в Русия, административен център на Ардатовски, автономна република Мордовия. Населението на града към 1 януари 2018 е 8584 души.